# Chalcopteryx
Chalcopteryx is een geslacht van libellen (Odonata) uit de familie van de Polythoridae (Banierjuffers).

## Soorten
Chalcopteryx omvat 5 soorten:
- Chalcopteryx machadoi Costa, 2005
- Chalcopteryx radians Ris, 1914
- Chalcopteryx rutilans (Rambur, 1842)
- Chalcopteryx scintillans McLachlan, 1870
- Chalcopteryx seabrai Santos & Machado, 1961